# پیتزو دی کاسیموی
پیتزو دی کاسیموی (به لاتین: Pizzo di Cassimoi) یک کوه در سوئیس است که در کانتون گراوبوندن واقع شده‌است. پیتزو دی کاسیموی ۳٬۱۲۹ متر بالاتر از سطح دریا واقع شده‌است.